# Seznam ruskih kiparjev
Seznam ruskih kiparjev.

## A
- Jevgenij Mihajlovič Abalakov (1907–1948)
- Georgij Aleksejev
- Nikolaj Andrejev (1873–1932)
- Mihail (Konstantinovič) Anikušin (1917–1997)
- Mark Antokolski (1840–1902) (litovsko-rusko-nemški)
- Naum Aronson (1872–1943)

## B
- Aleksej Babičev (1887–1963)
- Mihail Babinski
- Marija Baškirceva (1858–1884)
- Vladimir Beklemišev (1861–1919)
- Jekaterina Belašova (Aleksejeva-Belašova) (1906–1971)
- Leonid Berlin (1925–2001)
- Griša Bruskin (*1945)

## C
- Santino Campioni (1774–1847)
- Zurab Cereteli (*1934) (preds. Ruske akademije umetnosti)

## Č
- Iosif Mojsejevič Čajkov (1888–1979 ali 1986?)

## D
- Natalija J. Danjko (1892–1942) (porcelan)
- Aleksandr A. Dejneka (1899–1969)
- Vasilij Demut-Malinovski (1779–1846)
- Andrej Drevin (1921–1996)

## E
- Stepan Erzia (Nefjodov) (1876–1959)

## F
- Peter Karl Fabergé (1846–1920) (draguljar)
- Étienne Maurice Falconet (1716–1791)
- Peter Fišman (*1955)

## G
- Naum Gabo (pr.i. Naum Neemia Pevsner)  (1890–1977)
- Valentin Galočkin (1928–2006)
- Mihail Mihajlovič Gerasimov (1907–1970) (antropolog, arheolog)
- Vasilij Vasiljevič Gerasimov
- Lev Golovnicki (1929–1994)
- Anna Golubkina (1864–1927)
- Ilja Jakovljevič Gunzburg (1859–1939)

## I
- Vladimir Ingal (1901–1966)
- Konstantin Isstomin  (1887–1942)
- Isaak Itkind (1871–1969)

## J
- Ivan Jefimov (1878–1959)

## K
- Ilja Kabakov (1933–2023)
- Stanislava Kalinina
- Lev Jefimovič Kerbel (1917–2003)
- Vjačeslav Klikov (1939–2006)
- Pjotr Karlovič Klodt (Peter Clodt von Jürgensburg) (1805–1867)
- Sergej Konenkov /Konjonkov (1874–1971)
- Boris Koroljov (1884/5–1963)
- Aleksandr Kosolapov (*1943)
- Mihail Kozlovski (1753–1802)
- Vladimir Kuš (*1965)

## L
- Nikolaj Akimovič Lavrecki (1837–1908)
- Sarra Lebedjeva (1892–1967)
- Nikolaj Ivanovič Liberič (1828–1883)
- El Lisicki (1890–1941)
- Vsevolod Lišev (1877–1960)

## M
- Matvej Manizer (1891–1966)
- Ivan Petrovič Martos (1754–1835)
- Aleksandr Matvejev (1878–1960)
- Kazimir (Konstantin) Medunecki (1899–1934)
- Sergej Dmitrijevič Merkurov (1881–1952)
- Mihail Osipovič Mikešin (1835–1896)
- Andrej Monastirski (*1949)
- Georgij (Ivanovič) Motovilov (1884–1963)
- Vera Muhina (1889–1953)

## N
- Ernest Neizvestni (1925–2016)
- Aleksandr Nej (*1939)

## O
- Aleksandr Opekušin (1838–1923)
- Boris Orlov (*1941)
- Sergej Orlov (1911–1971)
- Boris Orlovski (1793–1837)

## P
- Mihail Perejaslavec (*1949)
- Antoine Pevsner (1886–1962) (rusko-francoski)
- Naum Neemia Pevsner (Naum Gabo) (1890–1977)
- Nikolaj Pimenov (1812–1864)
- Stepan Pimenov (1784–1833)
- Grigorij Postnikov (1914–1978)
- Leonid Pozen (1849–1921)
- Ivan Prokofjev (1758–1828)

## R
- Carlo Bartolomeo Rastrelli (1675–1744)
- Ilja Jefimovič Repin (1844–1930)
- Aleksandr Rukavišnikov (*1950)

## S
- Vadim Sidur (1924–1986)
- Konstantin Simun (*1934) (rusko-ameriški)
- Stanislava Smoljaninova (*1988) (avtorica spomenika L.Štuklju v Nm in ruskim vojakom na Žalah v Lj)

## Š
- Ivan Šadr (1887–1941)
- Feodosij Fjodorovič Ščedrin (1751–1825)
- Mihail Šemjakin (*1943)
- Modest Šepilevski (1906–1982)
- Leonid Šervud (Sherwood) (1871–1954)
- Fedot Šubin (1740–1805)

## T
- Vladimir Tatlin (1895–1956)
- Fjodor Petrovič Tolstoj (1783–1873)
- Lev Lvovič Tolstoj (1869–1945)
- Nikolaj Tomski (1900–1984)
- Pavel Trubeckoj (1866–1938); Pavel Petrovič Trubeckoj (v Italiji)

## U
- Jevgenij Uhnaljov (1931–2015)

## V
- Sergej Volnuhin (1859–1921)
- Jevgenij Vučetič (1908–1974)

## W
- Vladimir Winkler (1884–1956) (František Winkler)

## Z
- Osip Zadkin (Ossip Zadkine; Jossel Aronovič Cadkin) (1890–1967)
- Gugo Zaleman (1859–1919)
- Robert Zaleman (1813–1874)